# (7928) Bijaoui
(7928) Bijaoui (1986 WM5) – planetoida z grupy pasa głównego asteroid okrążająca Słońce w ciągu 5,43 lat w średniej odległości 3,09 j.a. Odkryta 27 listopada 1986 roku.